# Johannes Mario Simmel

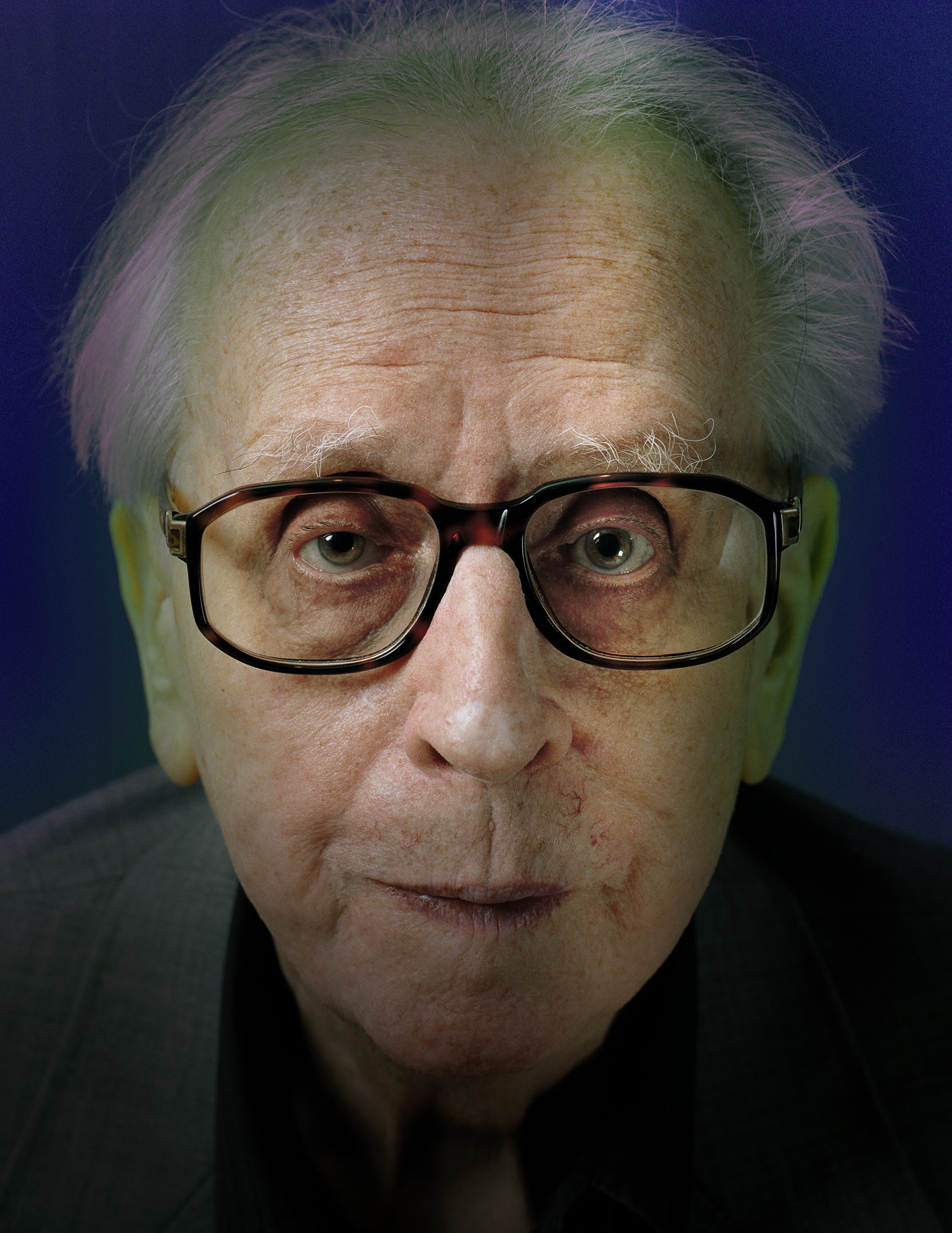
Johannes Mario Simmel fotografiert von Oliver Mark, Zug 2007

Johannes Mario Simmel (* 7. April 1924 in Wien; † 1. Jänner 2009 in Luzern) war ein österreichischer Schriftsteller und Drehbuchautor. Mit seinen Bestsellerromanen, die sich oft mit zeitgeschichtlichen Themen auseinandersetzten, erreichte er ein Millionenpublikum.

## Leben

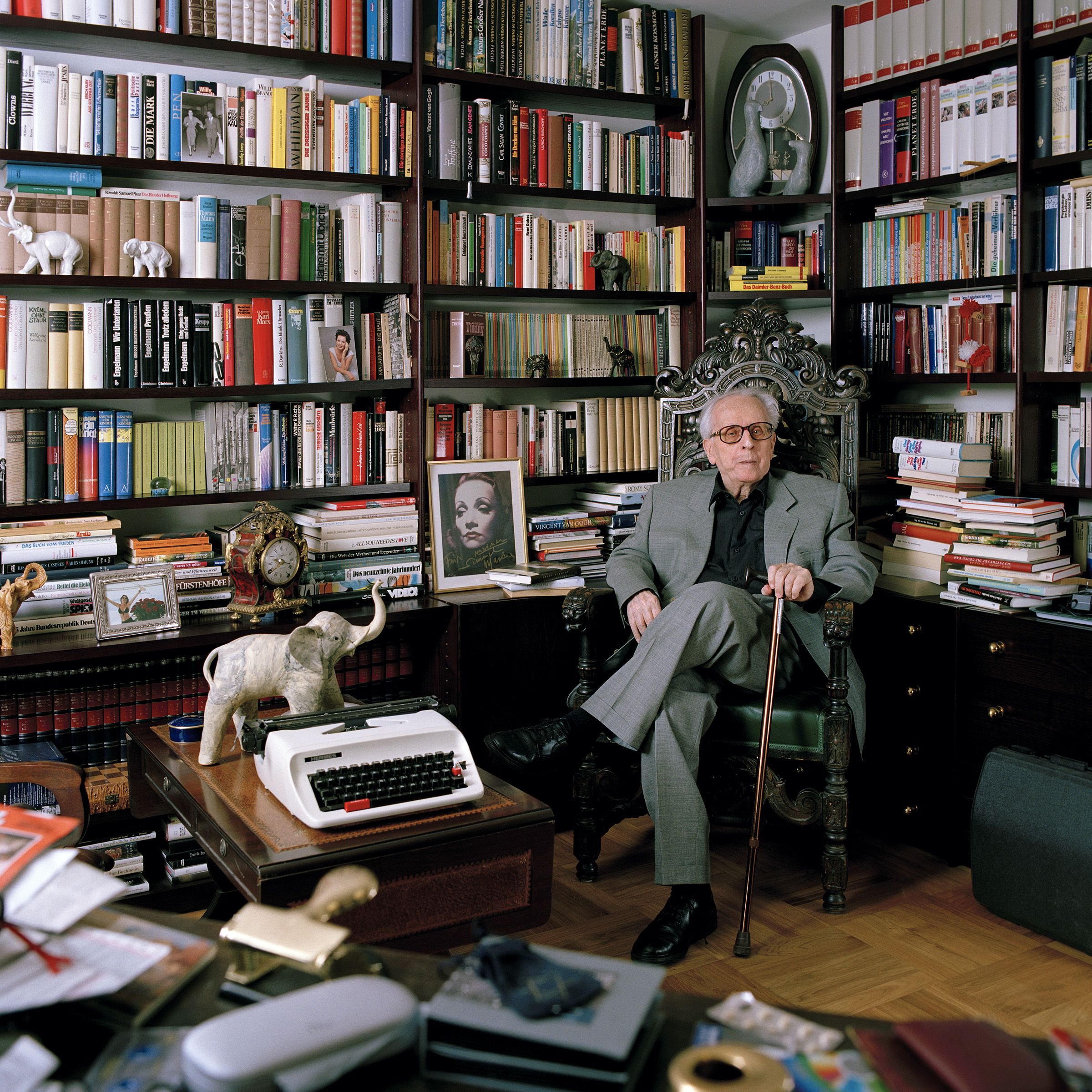
Johannes Mario Simmel fotografiert von Oliver Mark in seiner Wohnung in der Stadt Zug, 2007

Simmels Eltern stammten aus Preußen: Sein jüdischer Vater Walter Simmel, in Schmiedeberg im Riesengebirge geboren, war Kaufmann. Seine Mutter Lisa, geb. Schneider, aus Halle an der Saale war Lektorin bei der Filmgesellschaft Wien-Film. Sein Vater floh vor den Nationalsozialisten nach London, während fast alle Verwandten väterlicherseits von den Nationalsozialisten ermordet wurden. Simmel wuchs in Österreich und England auf und machte an der Höheren Bundeslehr- und Versuchsanstalt für chemische Industrie in Wien ein Diplom als Chemieingenieur.
Während des Zweiten Weltkrieges wurde er in der elektrochemischen Forschungsabteilung des Elektrokonzerns Kapsch in Wien eingesetzt. Am 5. April 1945 erlebte er mit, wie Wissenschaftler ermordet wurden, die ein Elektronenmikroskop vor der befohlenen Zerstörung retten wollten. In seinem Roman Wir heißen Euch hoffen ging er 1980 darauf ein.
Nach dem Krieg arbeitete er zunächst als Journalist, Übersetzer und Dolmetscher für die US-Militärregierung, die für den amerikanischen Sektor in der Viermächtestadt Wien und für die amerikanische Besatzungszone Salzburg und Oberösterreich südlich der Donau zuständig war. 1947 veröffentlichte er unter dem Titel Begegnung im Nebel seine erste Novellensammlung. Bei der Ende Oktober 1948 eingestellten Wiener Tageszeitung Welt am Abend verfasste er in deren letztem Erscheinungsjahr als Kulturredakteur Filmkritiken und Feuilletons. 1950 übersiedelte er nach München und war dort für die Illustrierte Quick tätig. In ihrem Auftrag unternahm er Reporterreisen durch Europa und nach Übersee.
Johannes M. Simmel schrieb unter verschiedenen Pseudonymen Tatsachenberichte und Serienromane. Von 1950 bis 1962 verfasste er allein oder gemeinsam mit anderen Autoren insgesamt 22 Drehbücher, u. a. für Filme wie Es geschehen noch Wunder (1951) mit Hildegard Knef, Tagebuch einer Verliebten (1953) mit Maria Schell, Hotel Adlon (1955) oder Robinson soll nicht sterben (1957) mit Romy Schneider und Horst Buchholz.
Nach seinem ersten großen Erfolg mit dem Roman Es muß nicht immer Kaviar sein 1960 widmete er sich vor allem dem Verfassen von Unterhaltungsromanen, die sich jeweils mit aktuellen gesellschaftspolitisch relevanten Themen auseinandersetzten wie etwa Gewalt gegen Ausländer, Drogenhandel oder Genmanipulation. Grundlage bildeten journalistische Recherchen an den Schauplätzen und im Milieu, in dem seine Romane spielten.
Leitmotive in vielen seiner Werke waren die Relativierung von Gut und Böse und ein leidenschaftlicher Pazifismus. Er gehörte zu den meistgelesenen Autoren im deutschsprachigen Raum. Seine 35 Romane erreichten eine Gesamtauflage von über 73 Millionen verkaufter Exemplare. Sie wurden in 30 Sprachen übersetzt und von Regisseuren wie Alfred Vohrer und Roland Klick verfilmt. Marlene Dietrich bewunderte sein Werk und pflegte einen engen Telefonkontakt zu ihm.
Simmel wurde von den Literaturkritikern lange Zeit als Trivialautor, „Bestseller-Mechaniker“ oder Fließbandschreiber bezeichnet. Erst mit dem Roman Doch mit den Clowns kamen die Tränen (1987) fand er allgemeine Anerkennung.
Er war drei Mal verheiratet, davon zwei Mal mit seiner großen Liebe Lulu. Bis zu seinem Tod litt der Schriftsteller unter seiner Schuld, die er durch das Verlassen seiner Lulu auf sich geladen hatte. Er lebte zuletzt in der schweizerischen Stadt Zug. Simmel starb am 1. Januar 2009 in Luzern. 

## Auszeichnungen und Ehrungen
- 1959: Erster Preis beim Dramatikerwettbewerb Mannheim
- 1981: Kulturpreis der deutschen Freimaurer
- 1984: Goldenes Ehrenzeichen der Stadt Wien
- 1992: Österreichisches Ehrenkreuz für Wissenschaft und Kunst I. Klasse
- 1993: Hermann-Kesten-Medaille
- 2004: Großes Silbernes Ehrenzeichen für Verdienste um die Republik Österreich[9]
- 2005: Bundesverdienstkreuz 1. Klasse des Verdienstordens der Bundesrepublik Deutschland
- 2011: Benennung der Simmelgasse in Wien-Floridsdorf

## Werke

### Romane
- Mich wundert, daß ich so fröhlich bin. Zsolnay, Wien 1949
- Das geheime Brot. Zsolnay, Wien 1950.
  - als Rororo-Taschenbuch: Rowohlt Taschenbuch Verlag, Reinbek bei Hamburg 1966, ISBN 3-499-10852-6.
- Der Mörder trinkt keine Milch. Ein Kriminalroman. Demokratische Druck- und Verlags-Gesellschaft (Bären-Bücher 19), Linz 1950
- Man lebt nur zweimal. Demokratische Druck- und Verlags-Gesellschaft (Bären-Bücher 21), Linz 1950
- Ich gestehe alles. Zsolnay, Wien 1953
- Der Hochstapler. Immer, wenn er Kuchen aß … (mit Hans Hartmann). Südverlag, München/Konstanz 1954
- Gott schützt die Liebenden. Zsolnay, Wien 1957
- Affäre Nina B. Zsolnay, Wien 1958
- Es muß nicht immer Kaviar sein. Schweizer Druck- und Verlagshaus, Zürich 1960
- Bis zur bitteren Neige. Knaur, München 1962
- Liebe ist nur ein Wort. Knaur, München 1963
- Lieb Vaterland magst ruhig sein. Knaur, München 1965 (Platz 1 der Spiegel-Bestsellerliste in den Jahren 1965 und 1966)
- Alle Menschen werden Brüder. Knaur, München 1967 (Platz 1 der Spiegel-Bestsellerliste vom 25. März bis zum 28. April 1968)
- Und Jimmy ging zum Regenbogen. Knaur, München 1970 (Platz 1 der Spiegel-Bestsellerliste vom 16. März bis zum 19. Juli und vom 3. August bis zum 20. September 1970)
- Der Stoff aus dem die Träume sind. Knaur, München 1971 (Platz 1 der Spiegel-Bestsellerliste vom 25. Oktober 1971 bis zum 9. April 1972)
- Die Antwort kennt nur der Wind. Knaur, München 1973 (Platz 1 der Spiegel-Bestsellerliste vom 20. August bis zum 21. Oktober 1973 und vom 7. bis zum 13. Jänner 1974)
- Niemand ist eine Insel. Knaur, München 1975 (Platz 1 der Spiegel-Bestsellerliste vom 25. August 1975 bis zum 7. März 1976)
- Hurra, wir leben noch. Knaur, München 1978 (Platz 1 der Spiegel-Bestsellerliste vom 24. April bis zum 10. September 1978)
- Wir heißen euch hoffen. Knaur, München 1980 (Platz 1 der Spiegel-Bestsellerliste vom 1. September bis zum 30. November und vom 15. bis zum 21. Dezember 1980)
- Bitte, laßt die Blumen leben. Knaur, München 1983 (Platz 1 der Spiegel-Bestsellerliste im Jahr 1983)
- Die im Dunkeln sieht man nicht. Knaur, München 1985
- Doch mit den Clowns kamen die Tränen. Knaur, München 1987 (Platz 1 der Spiegel-Bestsellerliste in den Jahren 1987 und 1988)
- Im Frühling singt zum letztenmal die Lerche. Knaur, München 1990 (Platz 1 der Spiegel-Bestsellerliste vom 15. Oktober 1990 bis zum 20. Jänner 1991 und vom 28. Jänner bis zum 3. Februar 1991)
- Auch wenn ich lache, muß ich weinen. Knaur, München 1993
- Träum den unmöglichen Traum. Knaur, München 1996
- Der Mann, der die Mandelbäumchen malte. Knaur, München 1998
- Liebe ist die letzte Brücke. Knaur, München 1999

### Erzählungen
- Begegnung im Nebel. (7) Erzählungen. Zsolnay, Wien 1947.
- Niemand ist eine Insel. (2) Erzählungen mit Zeichnungen von Eugen Ledebur, Wien 1948.
- Zweiundzwanzig Zentimeter Zärtlichkeit und andere Geschichten aus dreiunddreißig Jahren. Knaur, München 1979.
- Die Erde bleibt noch lange jung und andere Geschichten aus fünfunddreißig Jahren. Knaur, München 1981.

### Dramen
- Der Schulfreund. Ein Schauspiel in 12 Bildern. Rowohlt Verlag, Reinbek bei Hamburg 1959; Uraufführung Nationaltheater Mannheim, 26. Februar 1959; Mein Schulfreund: Filmuraufführung 22. Juli 1960[10]

### Essays
- Die Bienen sind verrückt geworden. Reden und Aufsätze über unsere wahnsinnige Welt. Beck, München 2001, ISBN 3-406-45959-5

### Kinder- und Jugendbücher
- Von Drachen, Königskindern und guten Geistern. Für die Jugend zusammengestellt von Johannes Simmel. Leuen (Sagen unserer Heimat), Wien 1950
- Weinen ist streng verboten! Eine Geschichte für kleine und große Mädchen. Leuen, Wien 1950
  - Neuausgabe als: Weinen streng verboten. Droemer Knaur, München 1977
- Ein Autobus, groß wie die Welt. Ein Reiseerlebnis voll Spannung für Buben und Mädel. Jungbrunnen, Wien 1951
- Meine Mutter darf es nie erfahren. Ein aufregendes Abenteuer rund um ein schlechtes Zeugnis. Jungbrunnen, Wien 1952
- Wenn das nur gut geht, Paul. Ein aufregendes Abenteuer. Weiß, München/Berlin 1953

## Filmografie

### Drehbücher
- 1951: Frühling auf dem Eis
- 1951: Verträumte Tage (Drehbuch mit Erich Kröhnke, Emil-Edwin Reinert)
- 1951: Das Herz einer Frau (Drehbuch mit Friedrich Schreyvogl)
- 1951: Es geschehen noch Wunder (Drehbuch mit Willi Forst)
- 1952: Verlorene Melodie (Drehbuch mit Eduard von Borsody)
- 1953: Tagebuch einer Verliebten (Drehbuch mit Emil Burri)
- 1954: Der Raub der Sabinerinnen (Drehbuch mit Emil Burri)
- 1954: Dieses Lied bleibt bei dir (Drehbuch mit Willi Forst)
- 1954: Die Hexe (Drehbuch mit Emil Burri, Gustav Ucicky)
- 1954: Weg in die Vergangenheit (Drehbuch mit Emil Burri)
- 1955: Hotel Adlon (Drehbuch mit Emil Burri)
- 1955: Dunja (Drehbuch mit Emil Burri)
- 1956: Liebe, die den Kopf verliert (Drehbuch mit Emil Burri)
- 1956: Kitty und die große Welt (Drehbuch mit Herbert Reinecker, Emil Burri)
- 1957: Robinson soll nicht sterben (Drehbuch mit Emil Burri)
- 1957: Noch minderjährig (Unter Achtzehn) (Drehbuch mit Emil Burri, Georg Tressler)
- 1958: Madeleine und der Legionär (Drehbuch mit Emil Burri, Werner Jörg Lüddecke)
- 1958: Stefanie
- 1958: Nackt wie Gott sie schuf
- 1959: Marili (Drehbuch mit Emil Burri)
- 1960: Gerichtet bei Nacht (Drehbuch mit Günter Kaltofen, Hans-Joachim Kasprzik)

### Filme nach Werken von Johannes Mario Simmel
- 1960: Mein Schulfreund
- 1960: Mit Himbeergeist geht alles besser
- 1961: Affäre Nina B.
- 1961: Es muß nicht immer Kaviar sein
- 1961: Diesmal muß es Kaviar sein
- 1963: Der Schulfreund (TV-Film)
- 1971: Und Jimmy ging zum Regenbogen
- 1971: Liebe ist nur ein Wort
- 1972: Der Stoff aus dem die Träume sind
- 1973: Alle Menschen werden Brüder
- 1973: Gott schützt die Liebenden
- 1974: Die Antwort kennt nur der Wind
- 1975: Bis zur bitteren Neige
- 1976: Begegnung im Nebel (TV-Film)
- 1976: Lieb Vaterland magst ruhig sein
- 1977: Es muß nicht immer Kaviar sein (Fernsehserie)
- 1983: Die wilden Fünfziger
- 1983: Mich wundert, daß ich so fröhlich bin (TV-Film)
- 1986: Bitte laßt die Blumen leben
- 1990: Mit den Clowns kamen die Tränen
- 2008: Und Jimmy ging zum Regenbogen (TV-Film)
- 2008: Gott schützt die Liebenden (TV-Film)
- 2010: Liebe ist nur ein Wort (TV-Film)
- 2011: Niemand ist eine Insel (TV-Film)

## Film
- 1973: Johannes Mario Simmel. Eine Produktion des Südwestfunks/Fernsehen/Baden-Baden (12 Minuten). Buch und Regie: Klaus Peter Dencker.
- 2024: Im aufrechten Gang – 100 Jahre Johannes Mario Simmel (44 Minuten). Regie: Gustav W. Trampitsch[11]